# 디-프래그!
《디-프래그!》(ディーふらぐ！)는 일본의 하루노 토모야가 그리는 만화이자 해당 만화를 바탕으로 만든 애니메이션이다. 대한민국에서는 도서출판 길찾기에서 출판하고 있다.

## 줄거리
학교에서 유명한 불량 학생인 카자마 켄지는 어느 날 우연히 '게임 제작부'에 발을 들여놓게 된다. 그곳에서 모닥불을 지피고 있는 여자 부원 4명과 방에 작은 불이 난 것을 발견한다. 4명의 동아리 부원들은 불을 끄는 것에 간신히 성공하지만, 화재 사건을 은폐하기 위해 켄지의 기억을 빼앗으려 공격하게 된다. 그리하여 카자마 켄지는 얼떨결에 게임 제작부(임시)와 엮여 다사다난한 학교생활을 시작하게 된다.

## 등장인물

### 후죠 고등학교

#### 게임 제작부(임시)
- 카자마 켄지

이 작품의 주인공으로, 불량배이다.1화에서 화재를 보고 부실로 들어와 진압하지만 같이 있던 친구 둘이 부원들의 속성 공격에 당해서 도망친다. 1화 마지막에 게임 제작부에 입부한다.
- 시바사키 로카

이 작품의 메인 히로인, 게임 제작부(임시)의 부장으로, 통칭 불(火) 속성. 하지만 진짜 속성은 어둠(暗) 속성이라 한다.
- 카리스야먀 치토세
- 미즈카미 사쿠라
- 오오사와 미나미

#### 진짜 게임 제작부
- 타카오

타카오 가족의 셋째. 진짜 게임 제작부의 부장으로, 통칭 가슴 속성. 공식 설정으로 H컵(!)이라 한다. 주머니 쟁탈전에서는 직접 참가하여 1학년때 입었던 작은 체육복의 자크가 터지면서 일명 '자크펑' 을 시전했다. 날아간 자크는 켄지의 이마에 가격, 그대로 쓰러지게 했다.

#### 그 외 학생들
- 후나보리

#### 등장인물들의 가족
- 카자마 노에

카자마 켄지의 여동생, 같은 고교의 1학년으로, 아이스를 좋아한다 하여 통칭 빙(얼음)속성. 평소에는 켄지를 아니키라고 부르다가 위축되거나 멘붕하면 켄지를 부르는 2인칭이 오니쨩으로 바뀐다. 츤데레 브라콘 확정.
- 타카오의 어머니